# Hórreo

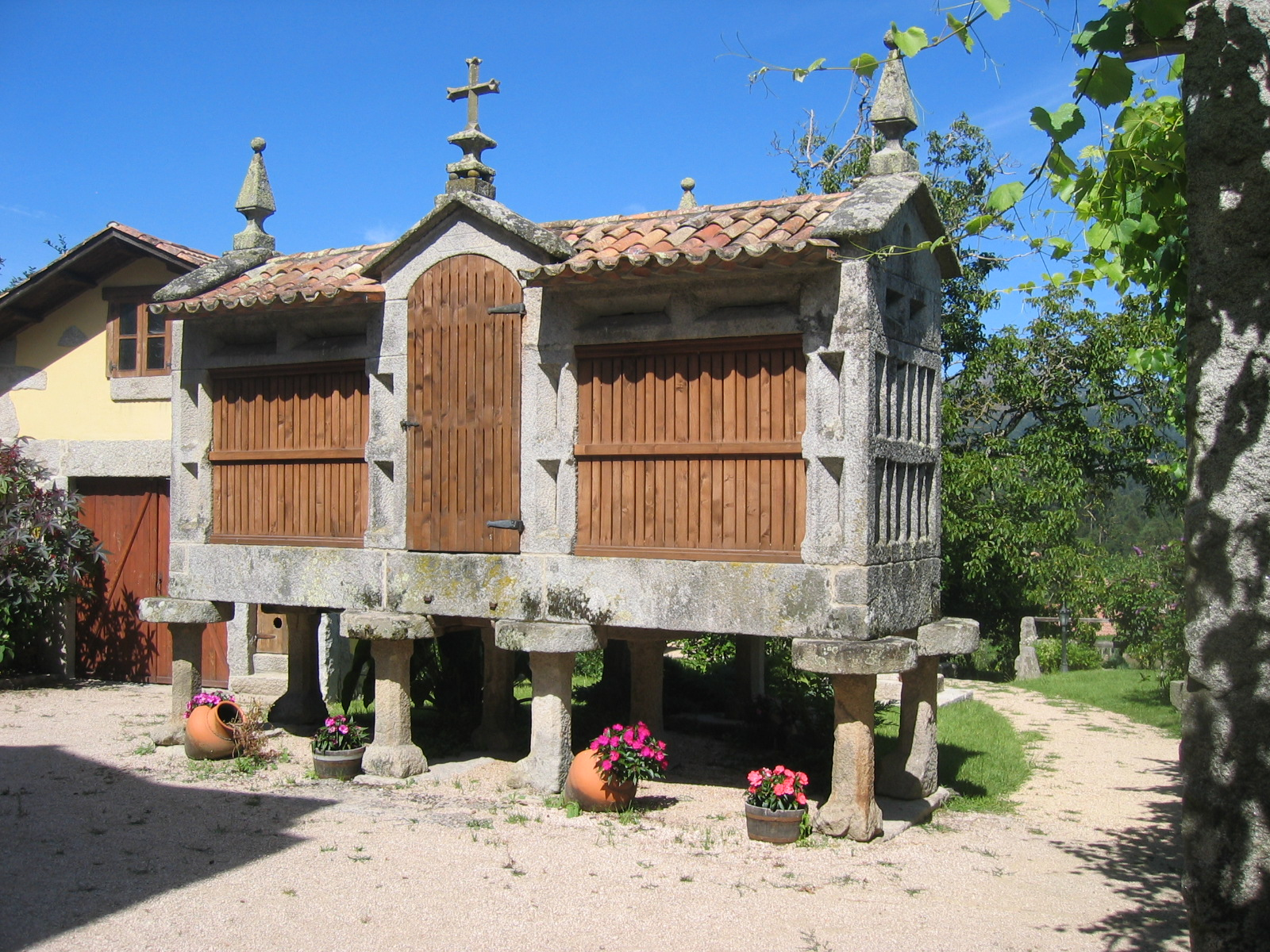
Hórreo in Gondomar, Galicien

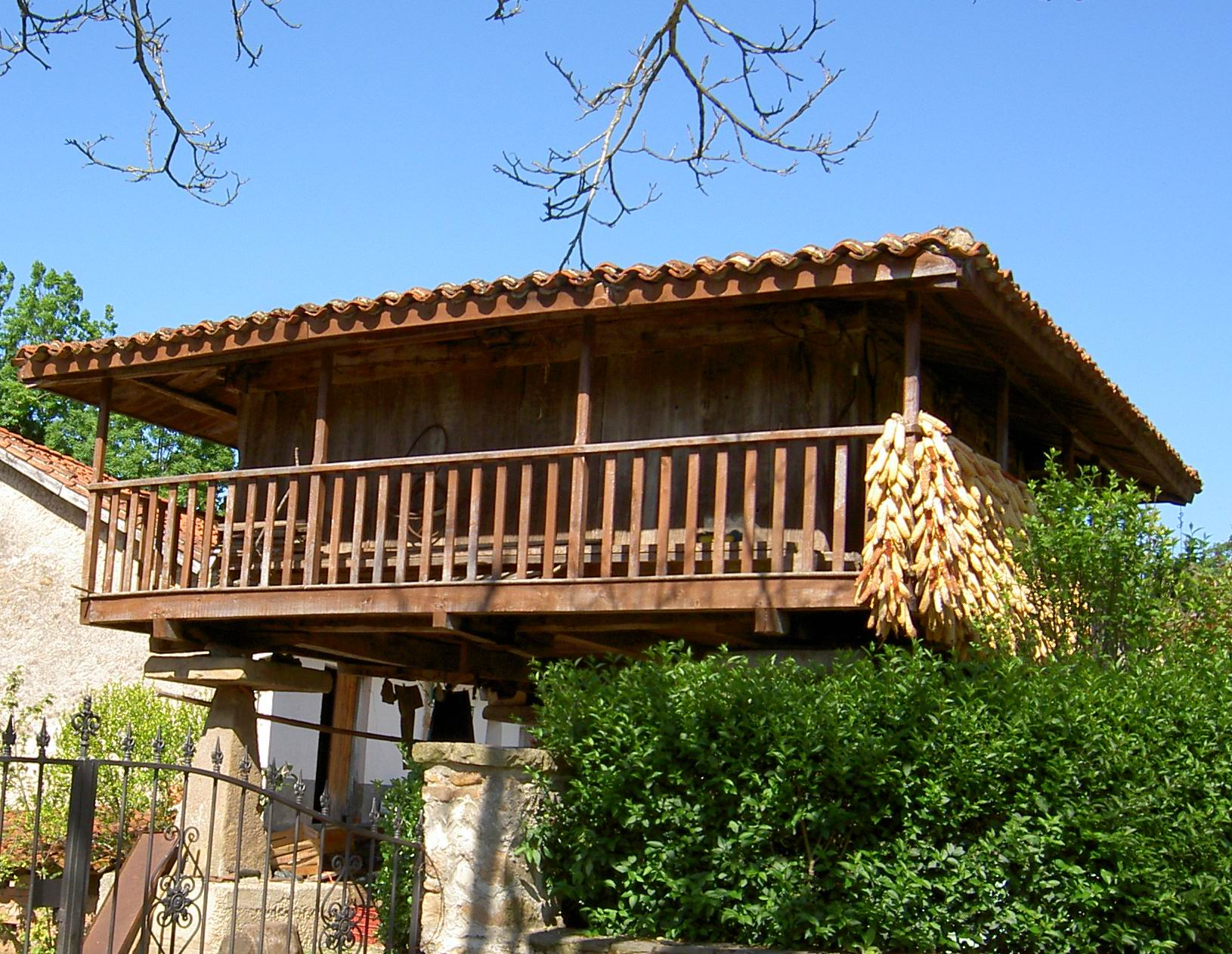
Asturischer Hórreo

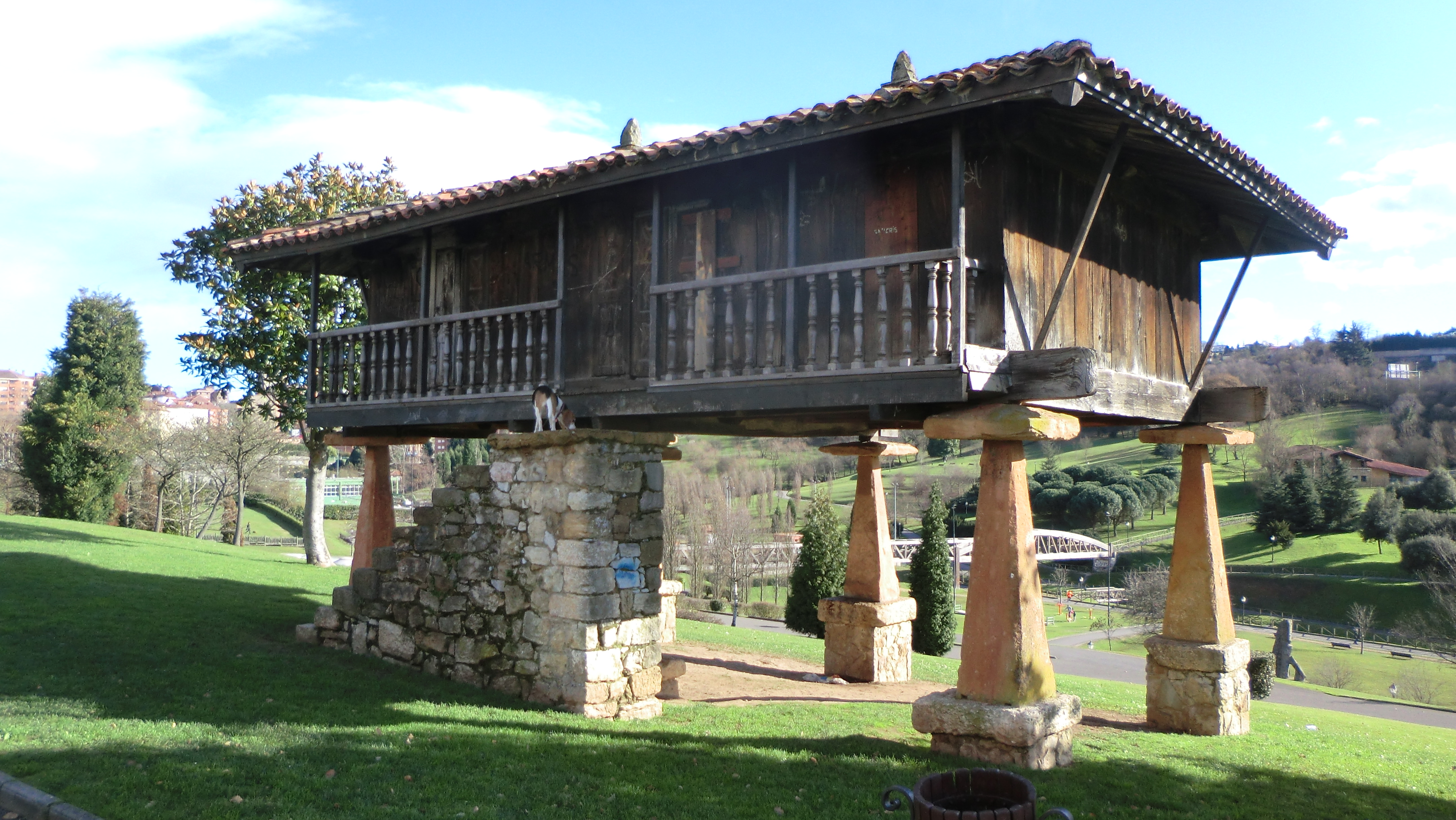
Rekonstruierter Hórreo im Parque de Invierno (Oviedo)

Ein Hórreo ['or̄eo] (von lateinisch horreum und mitunter auch „Hórrero“ geschrieben) ist ein traditioneller Speicherbau für Feldfrüchte (z. B. Mais), wie er vornehmlich in Nordportugal als Espigueiro (von portugiesisch espiga = „Ähre“) und in den spanischen Regionen Asturien, Galicien, Kantabrien, Navarra und im Norden der Provinz León zu finden ist. In der Funktion entspricht er dem bayerisch-österreichischen Getreidekasten. Die kleineren Hórreos wurden meist von nur einer oder zwei Familien genutzt; die längeren Exemplare waren in der Regel dörfliche Gemeinschaftsspeicher.

## Architektur
Hórreos bzw. Espigueiros sind frei stehend und aus Holz oder Stein erbaut; das Charakteristische an ihnen ist der in der Regel etwa 80 bis 120 cm hohe Unterbau. Auf zumeist steinernen Pfeilern liegen große Steinscheiben, auf denen dann der eigentliche – meist in Holzbauweise errichtete – Speicher ruht. Dieser kann – wie in Asturien – einen quadratischen oder – wie in Galicien und Leon – einen langgestreckt rechteckigen Grundriss haben; die Wände und Türen sind mit Luftschlitzen versehen.
Hintergrund für diese Bauweise sind die klimatischen Bedingungen im Nordwesten der iberischen Halbinsel: Regenmengen von bis zu 2000 mm/Jahr sind in Galicien nicht selten; die daraus resultierende hohe Luftfeuchtigkeit lässt die Vorräte bei schlechter Durchlüftung verrotten. Gleichzeitig dürfen aber keine Schädlinge (Mäuse, Ratten) durch die Lüftungsöffnungen eindringen. Diese sind klein genug um Vögel vom Lagergut fernzuhalten. 
Die Speicher ruhen oft auf Mäusepfeilern, die von flachen Steinplatten abgedeckt werden. Deren Überhang ist von den am Boden lebenden Nagern kaum zu überwinden.

## Bauzier
Einige Hórreos sind reich verziert; häufig befinden sich ein oder mehrere Kreuze auf ihren Dächern, teilweise auch steinerne Obeliske, die böse Geister abhalten sollen.

## Heutige Bedeutung
Die Hórreos oder Espigueiros sind heute als Speicher kaum noch im Gebrauch, werden aber gepflegt und erhalten, da sie für die Bevölkerung der Regionen wichtige Kulturgüter darstellen und auch als touristische Attraktion dienen. Allein in Asturien soll es heute noch etwa 18.000 solcher Speicher geben. Die ältesten erhaltenen Speicher stammen vielleicht aus dem 15. Jahrhundert; der größte – mit ca. 35 m Länge – befindet sich in der Gemeinde Carnota im Nordwesten Galiciens (siehe: Hórreo de Carnota).

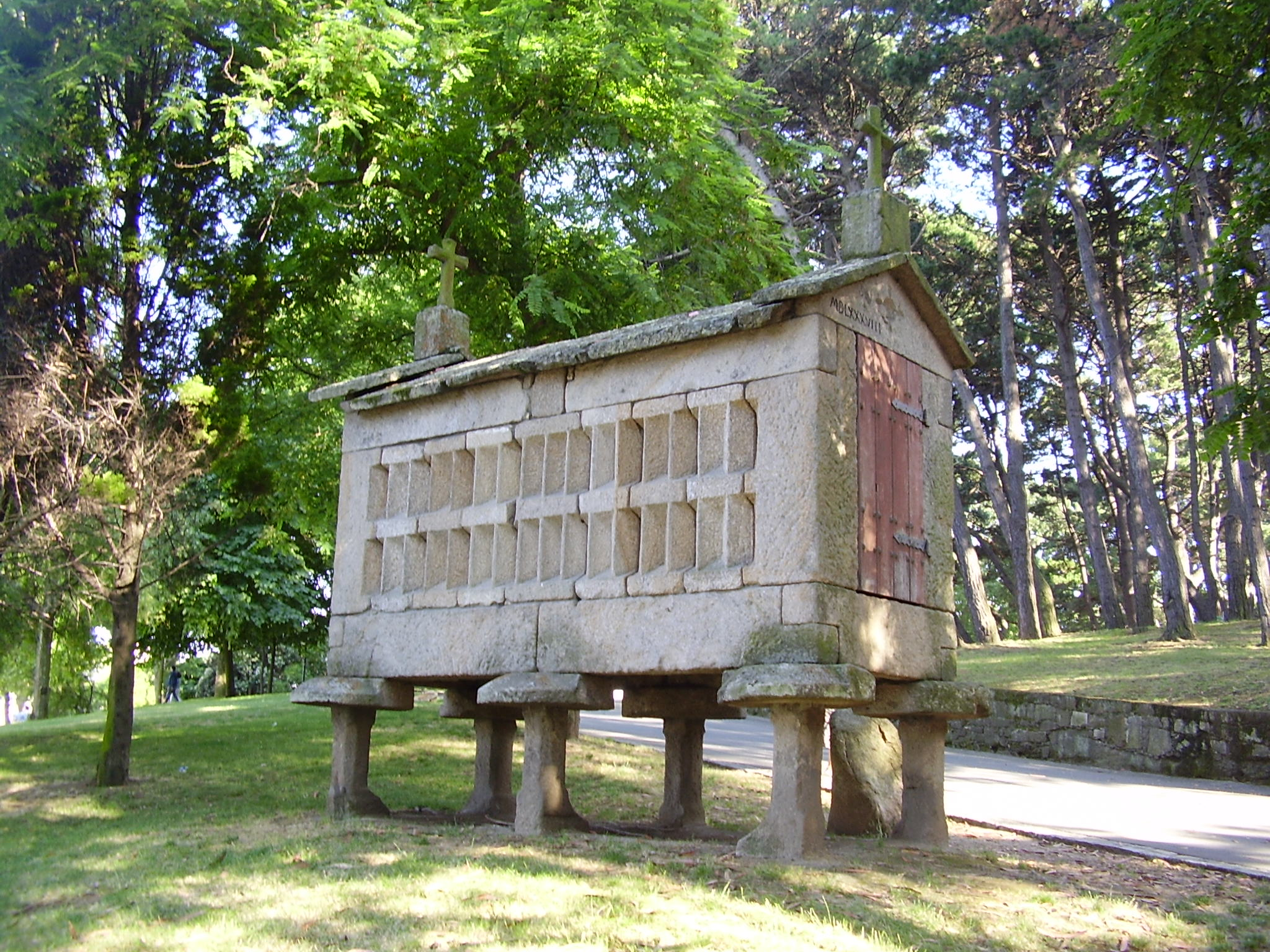
Hórreo am Parque de Santa Margarida (A Coruña)
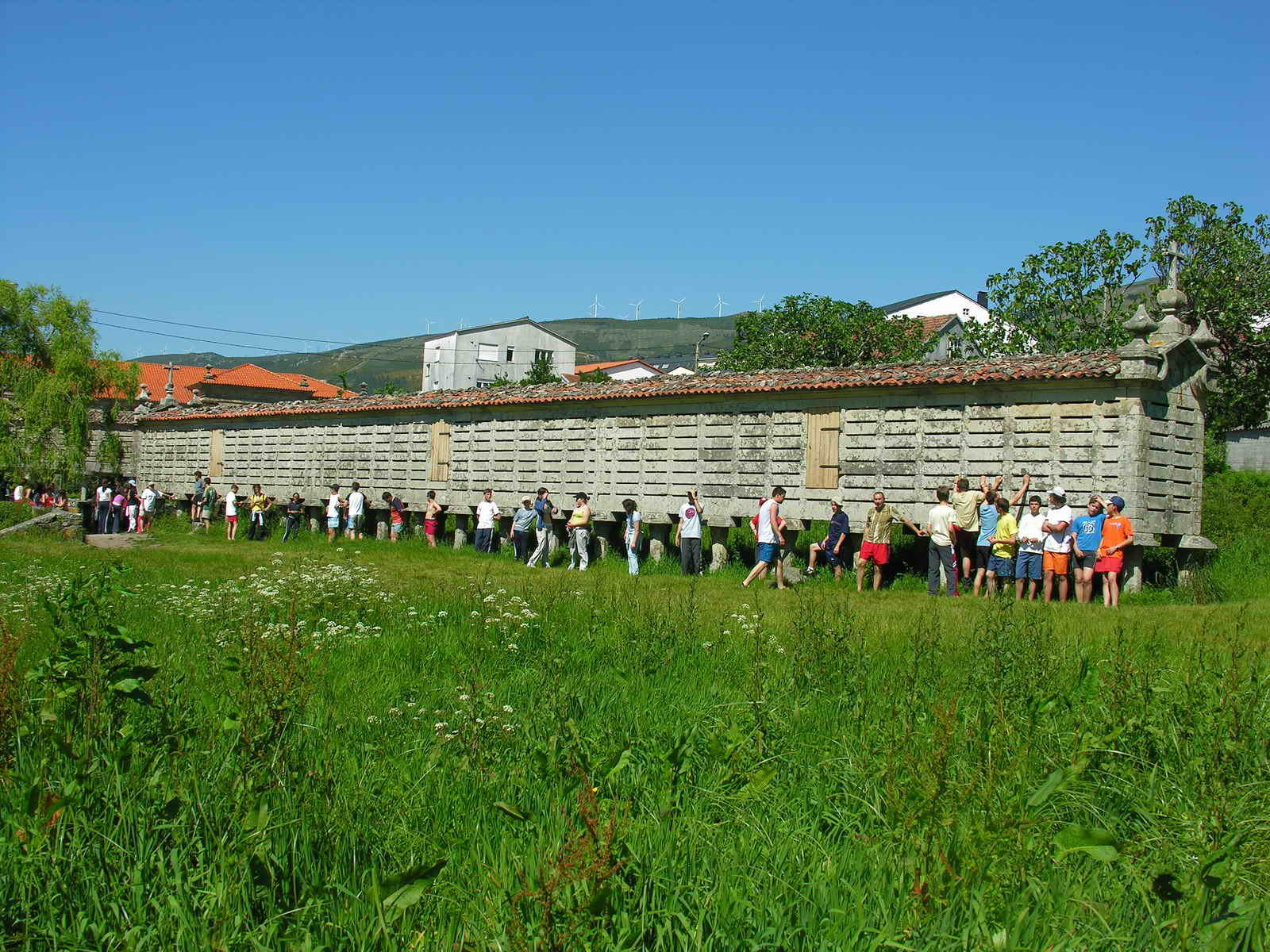
Hórreo von Carnota, Galicien
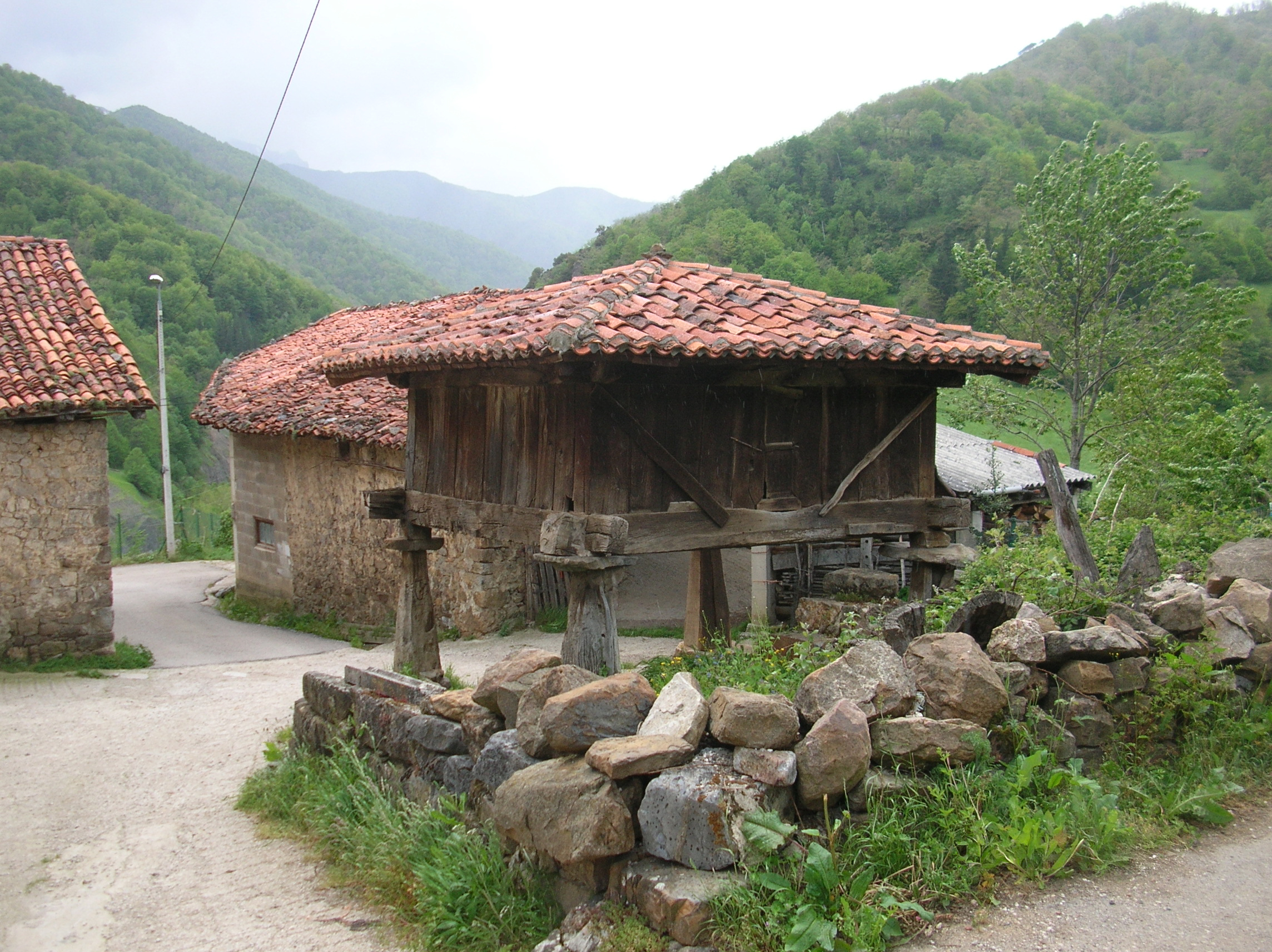
Hórreo in Cosgaya, Kantabrien
Horreo in Asturien
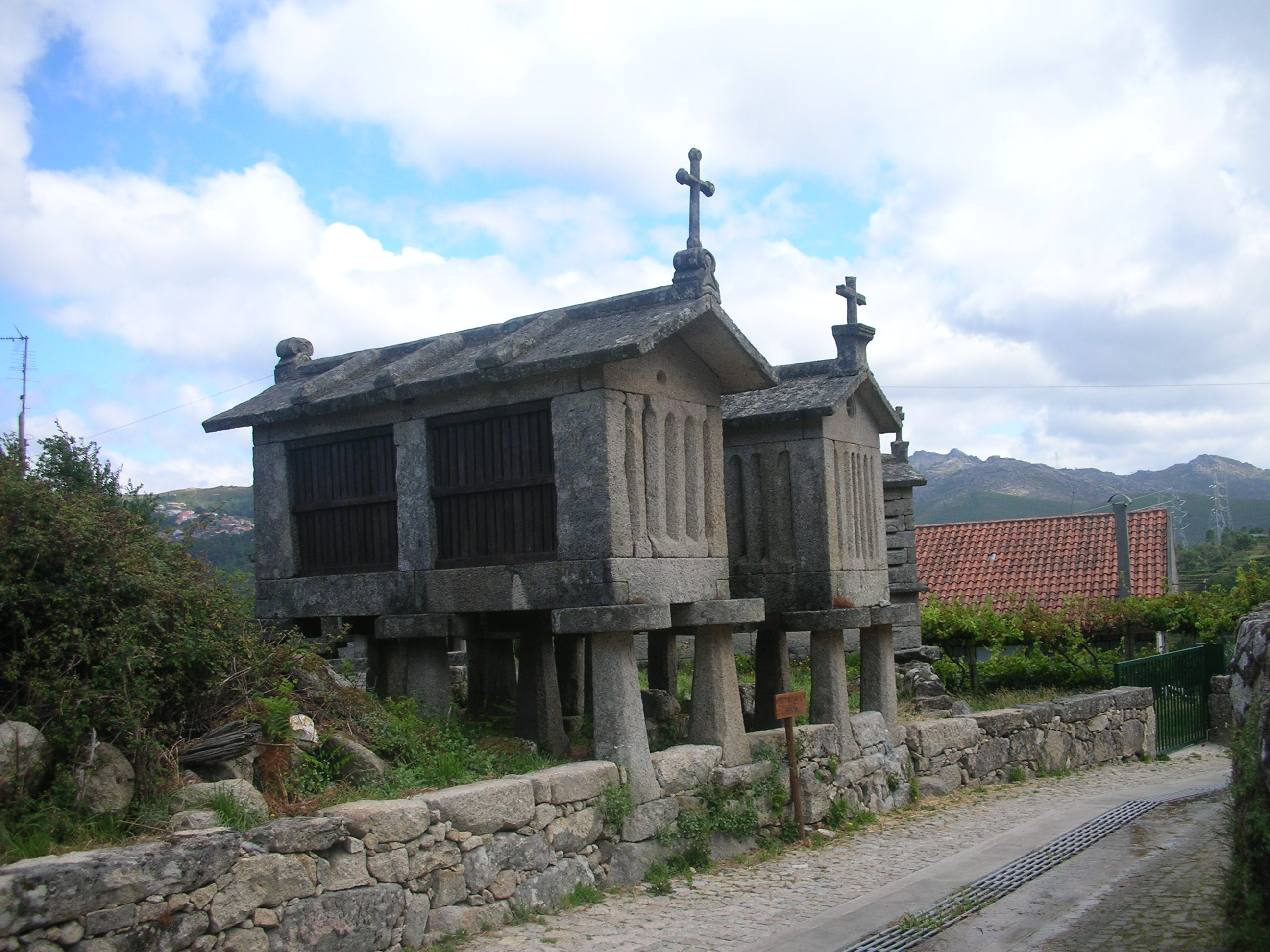
Espigueiro in Parada (Nordportugal)
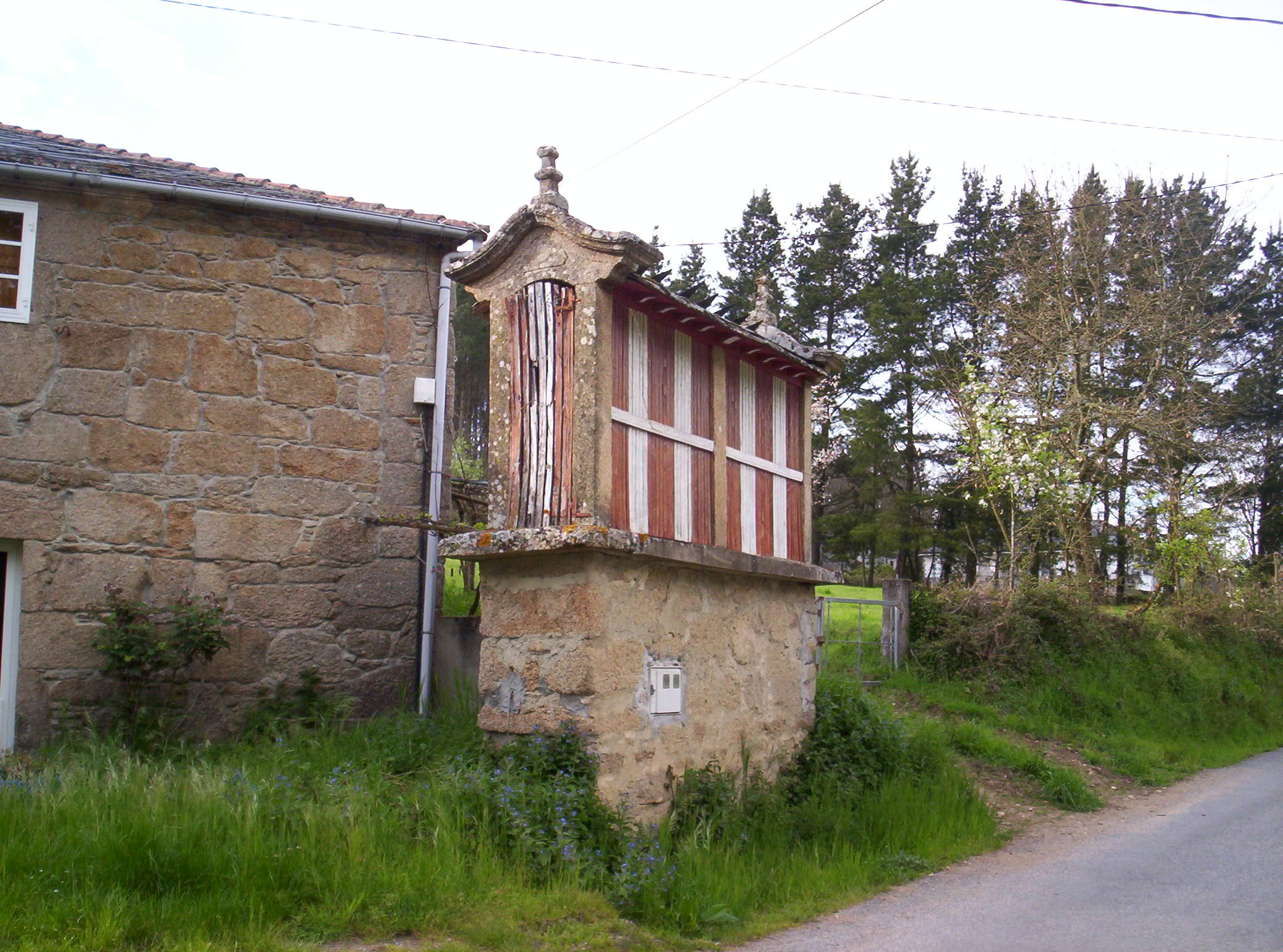
Provinz Lugo, Galicien
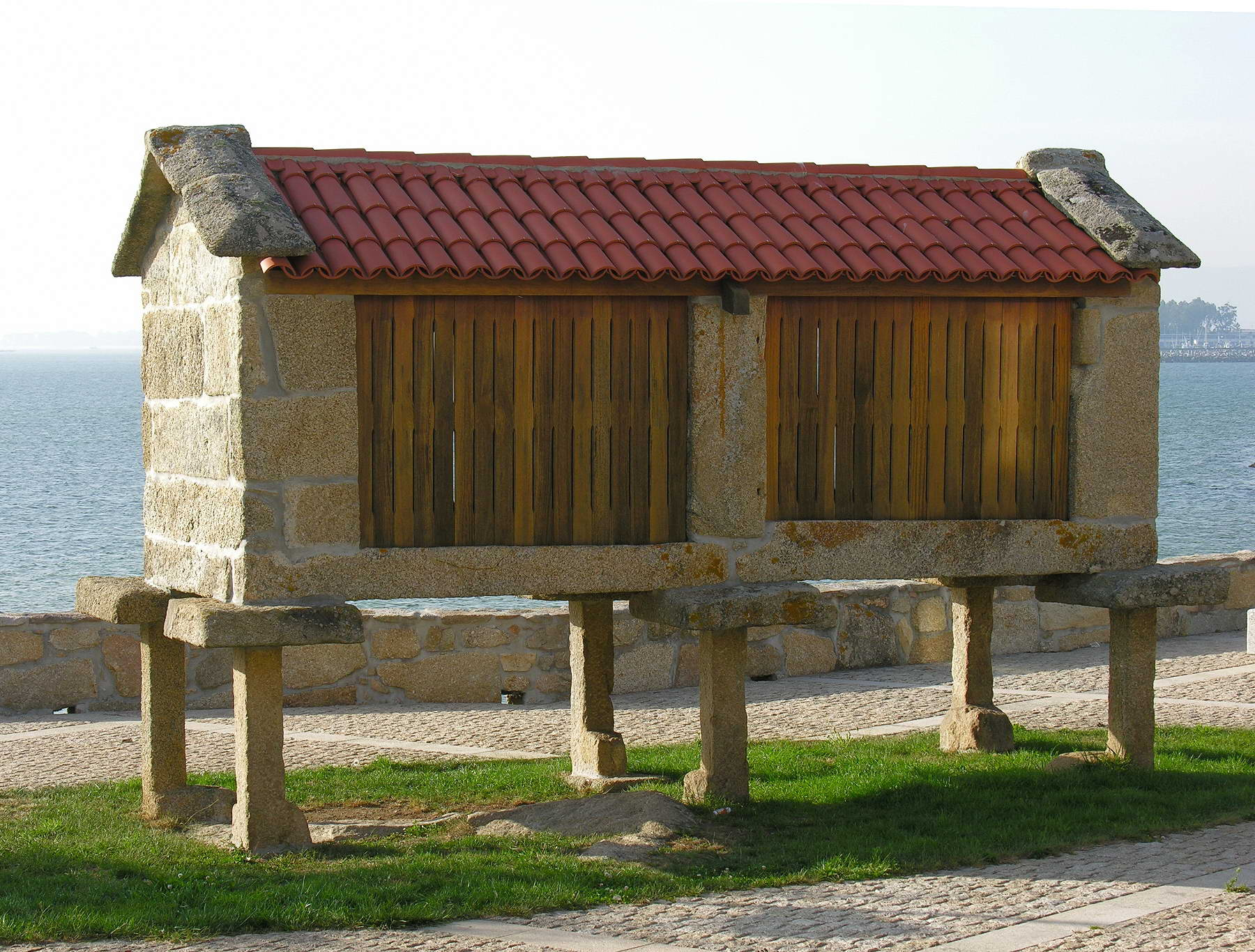
Cambados, Galicien
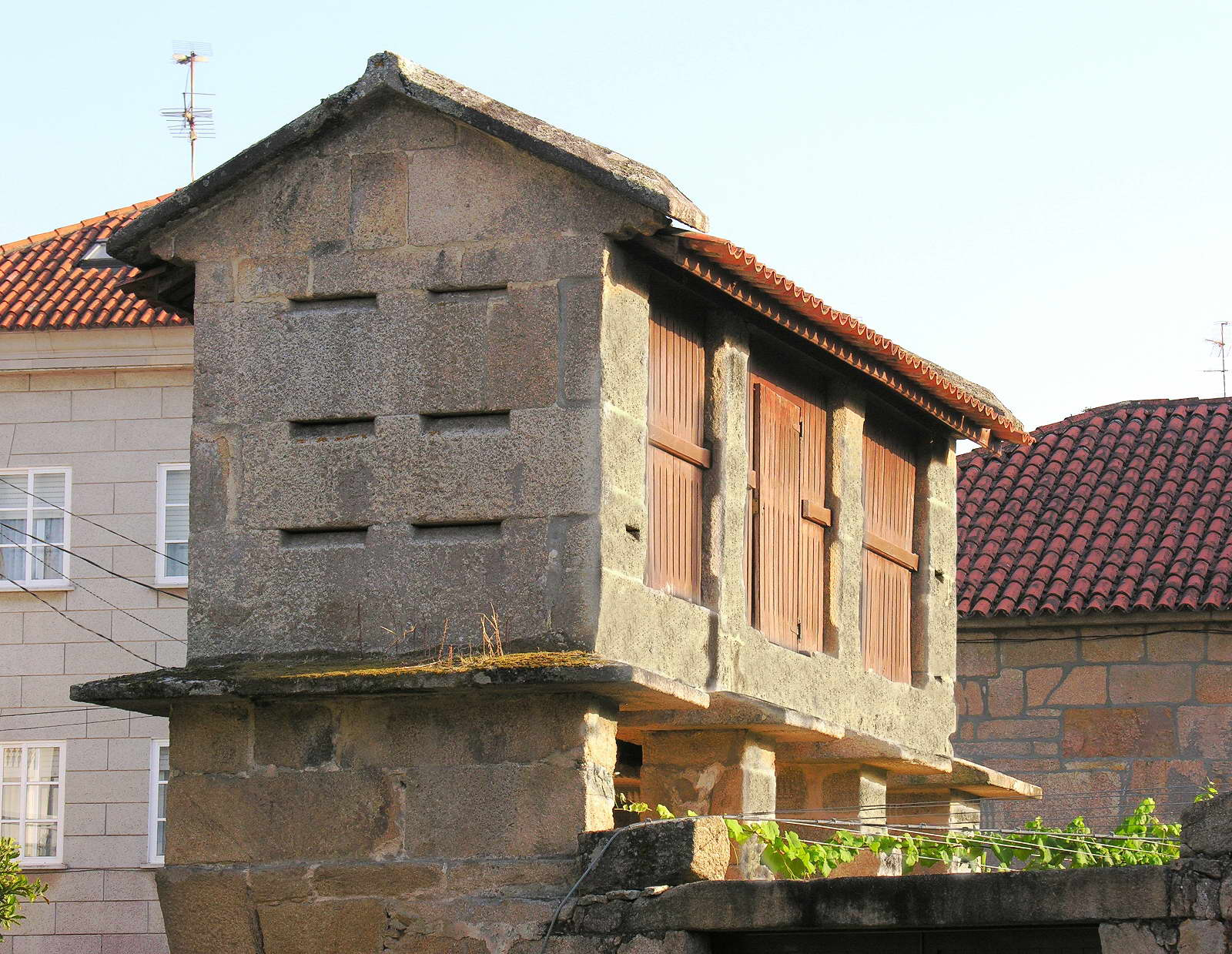
Cambados
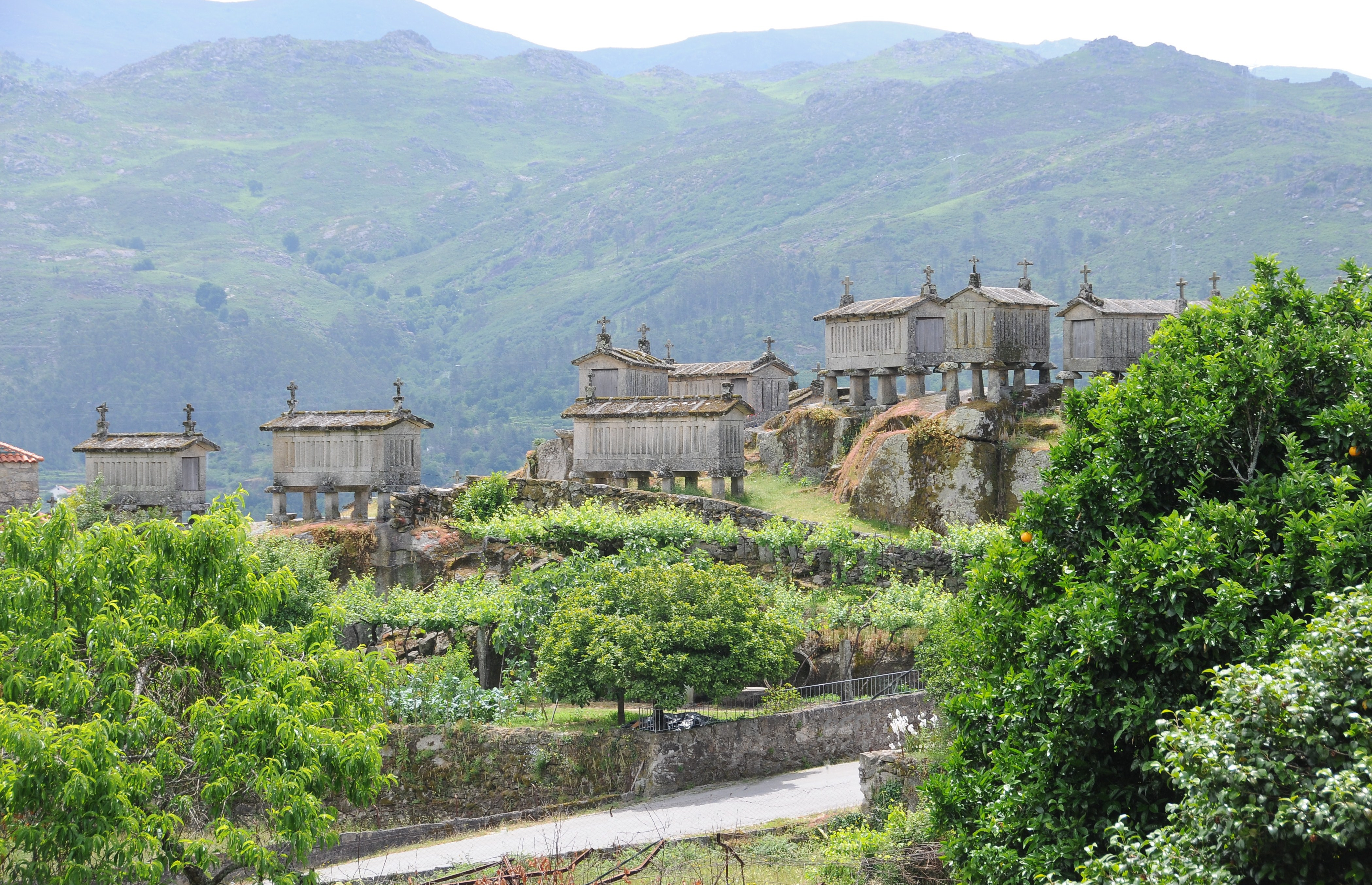
Soajo
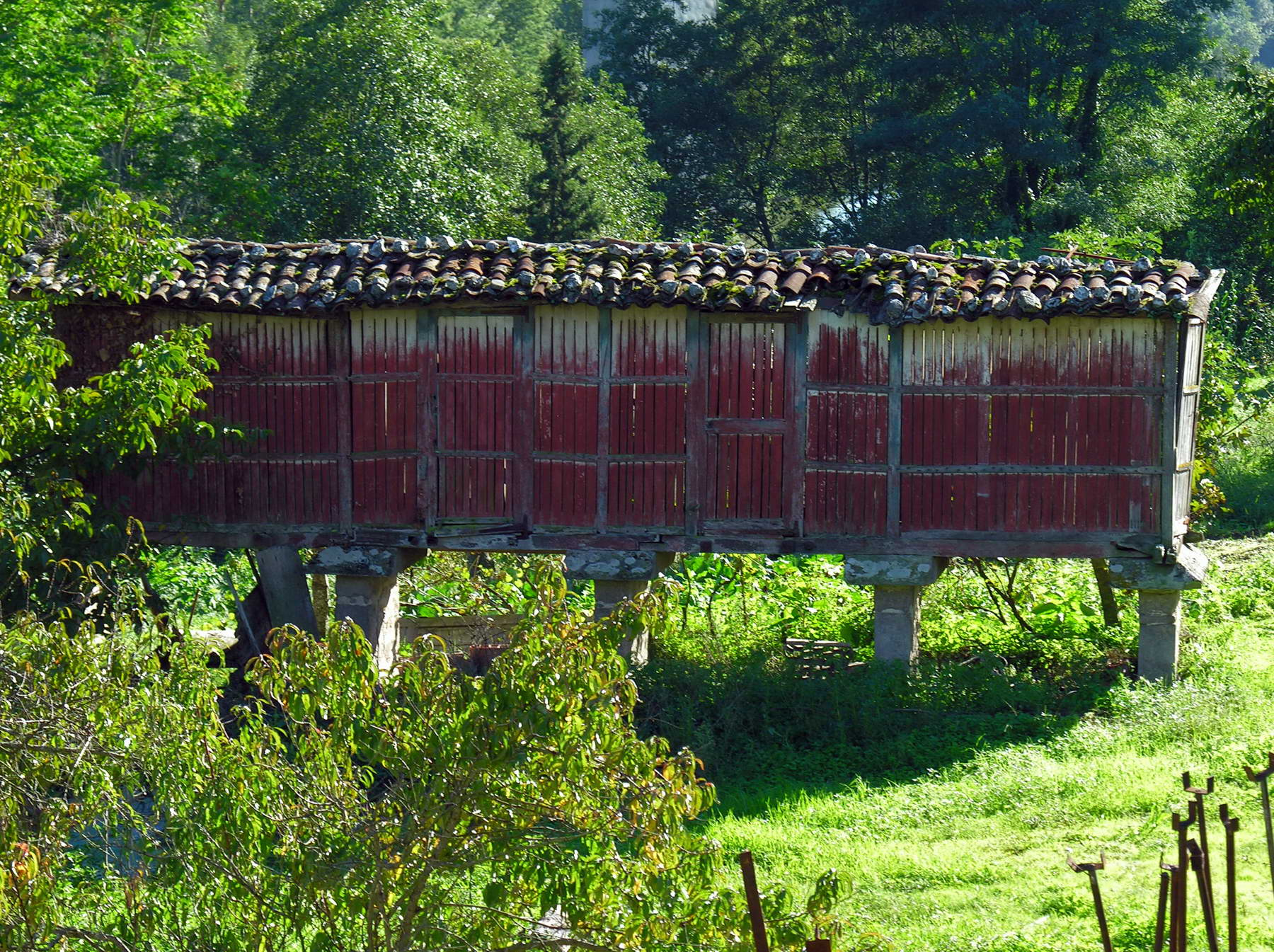
A Ponte Ulla, Galicien
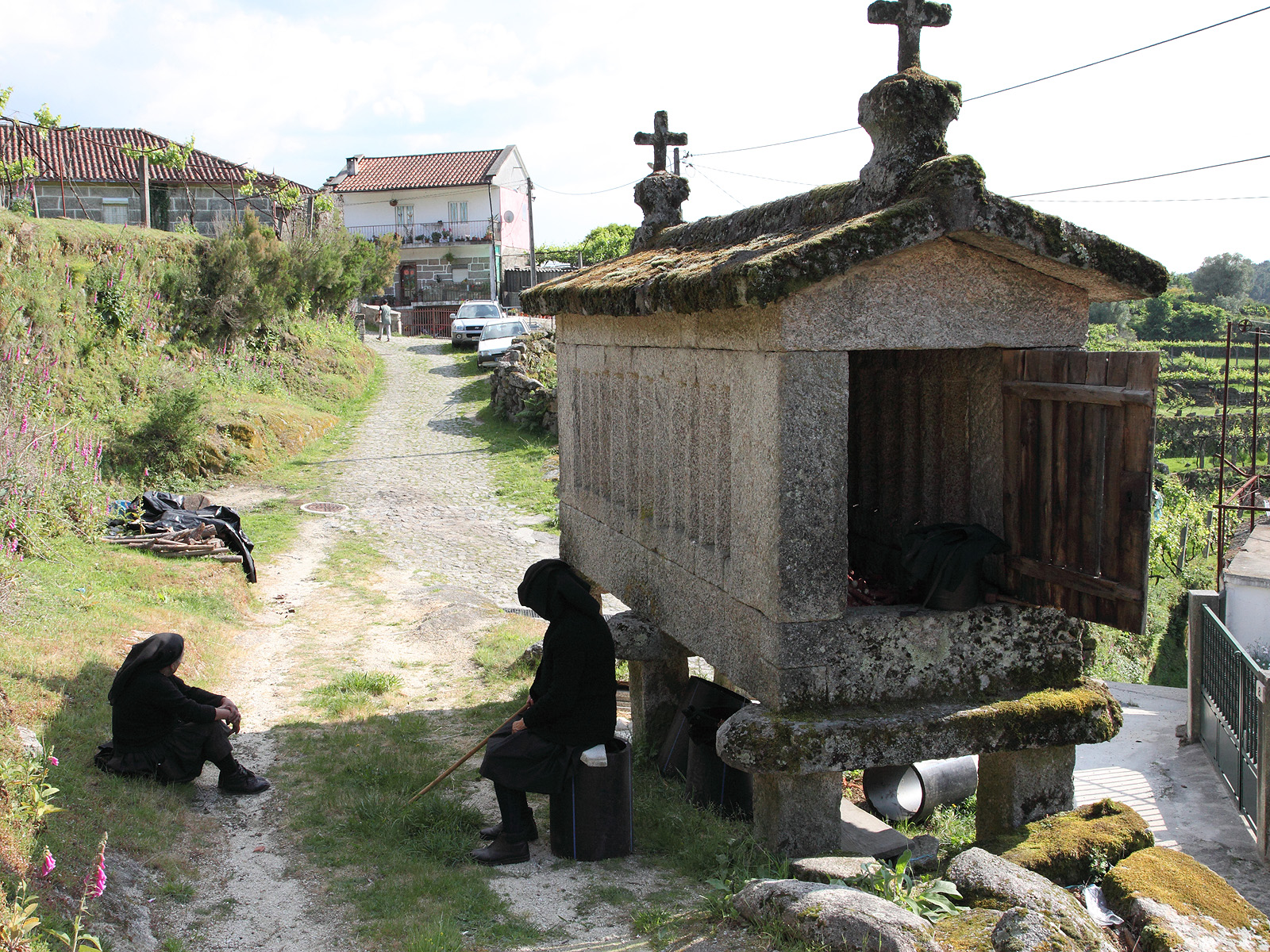
Espigueiro in Soajo (Nordportugal) geöffnet
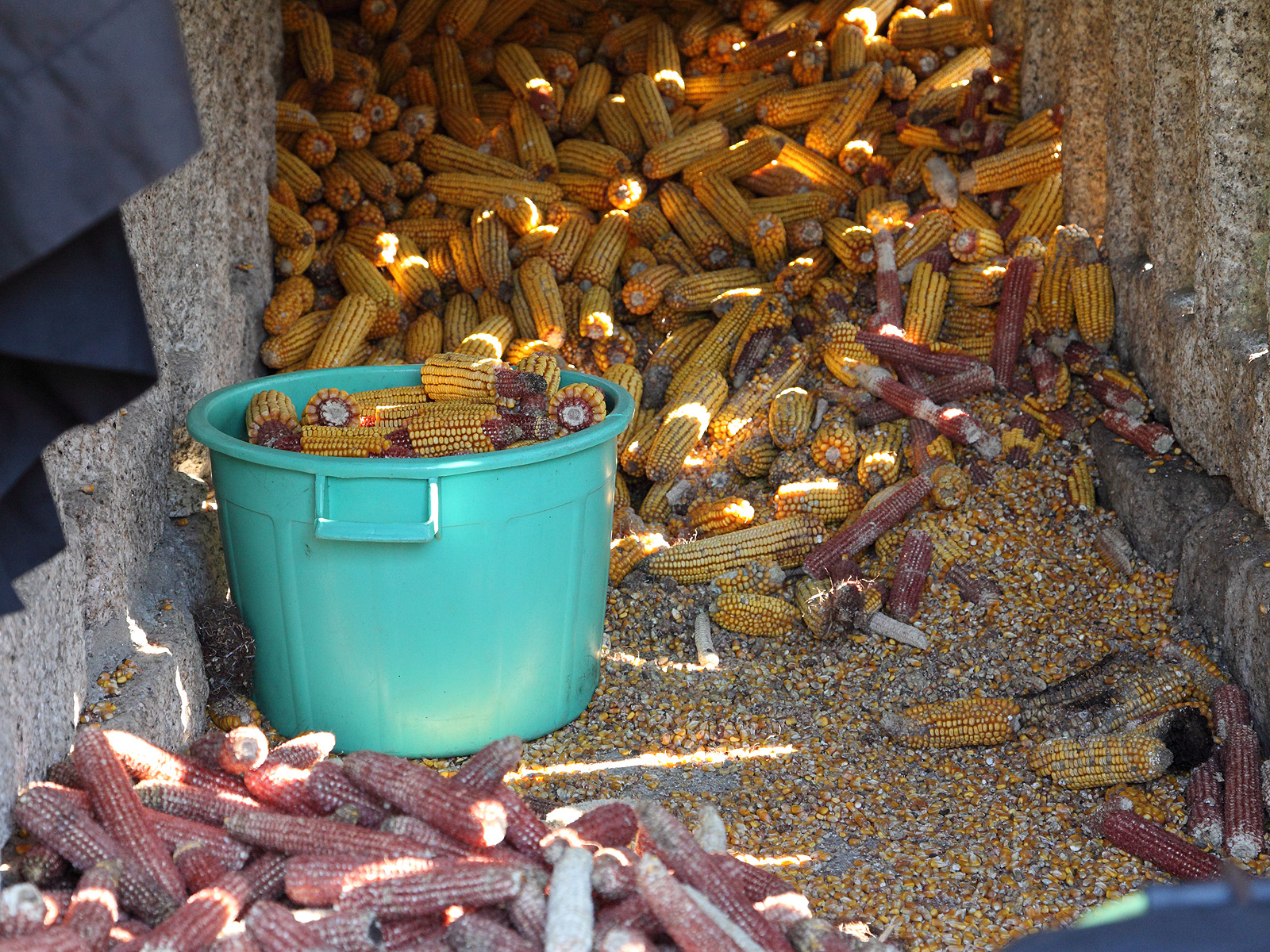
Soajo (Nordportugal) Inhalt des Espigueiros
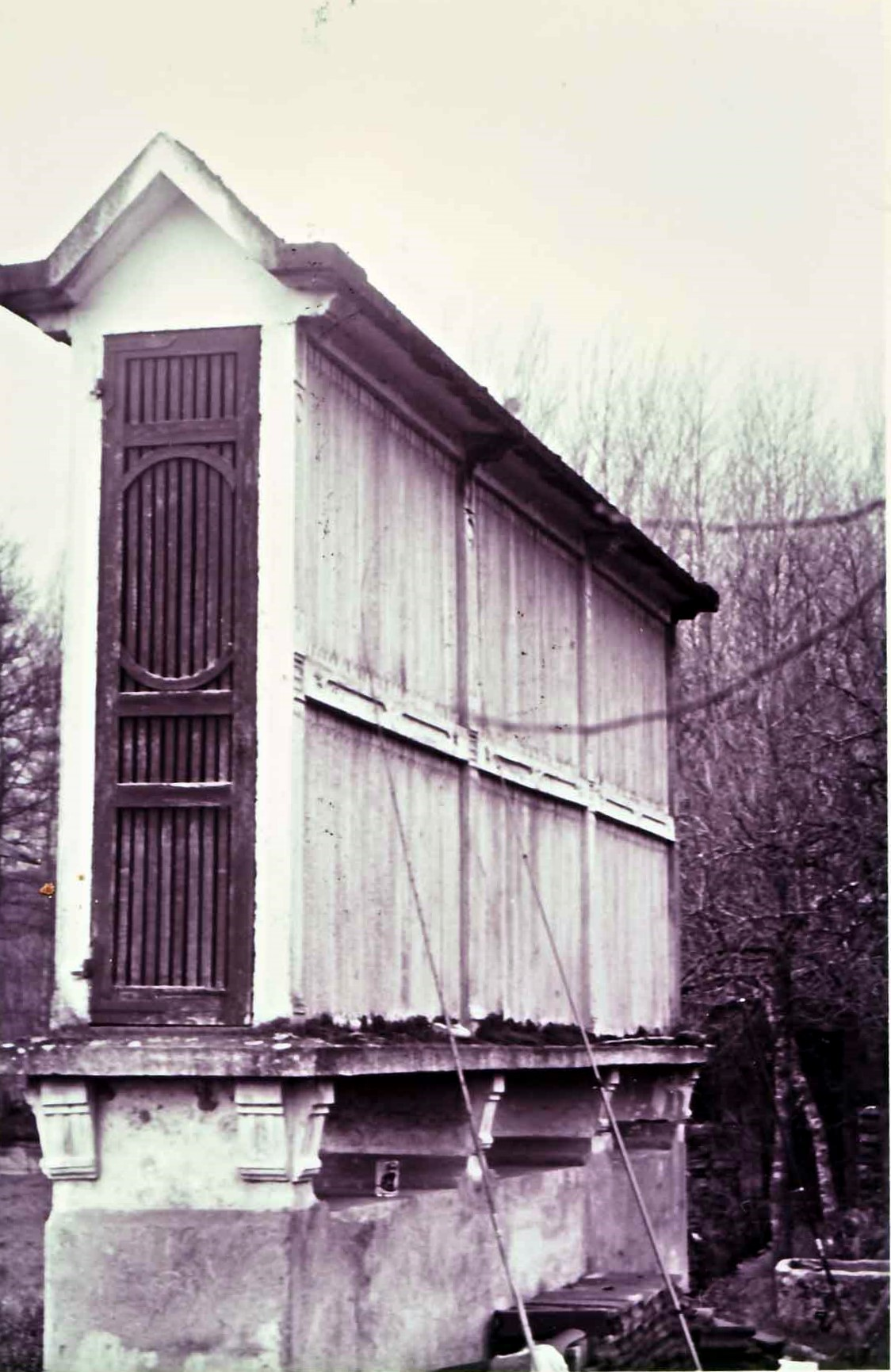
Sarria, Galicien
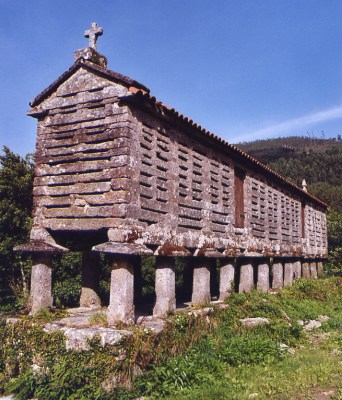
Hórreo in Galicien
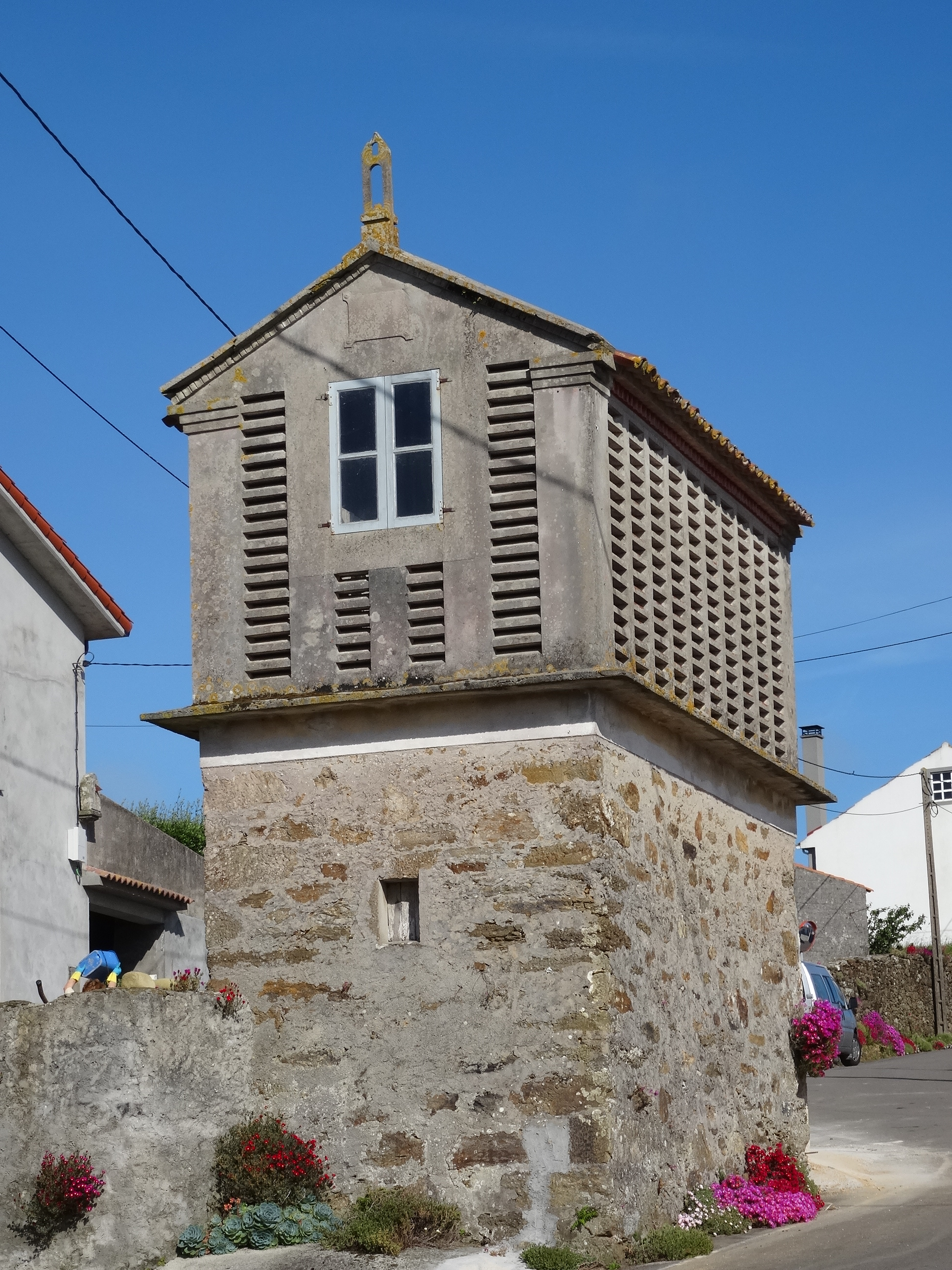
Malpica de Bergantiños